# دوسن إل. كيلغور
دوسن إل. كيلغور هو سياسي أمريكي، ولد في 23 أكتوبر 1823، وتوفي في 2 أبريل 1893 في ماغنوليا في الولايات المتحدة. نشط حزبياً في الحزب الديمقراطي. وقد انتخب عضو مجلس نواب أركنساس ‏.